# とむ畑中
とむ 畑中（とむ はたなか、1975年12月23日 - ）は、日本の俳優。宮崎県宮崎市出身。旧芸名、とむ 畑中（とむ はたなか）。

## 人物・略歴
宮崎県立宮崎西高等学校、駒澤大学文学部英米文学科卒業。TOEICスコア935点。
大学在学時に演劇活動を始める。1999年よりアメリカのTheatre of Arts（ロサンゼルス）に演劇留学。2002年帰国。その後、劇団青年団に入団。
2013年末、劇団青年団を退団。
親戚に参議院議員の松下新平、高校時代の同級生に漫画家の東村アキコがいる。
タイ・ピピ島にて、スクーバダイビングのダイブマスターとして働いた経験がある。

## 出演

### テレビドラマ
- ウルトラマンメビウス 第33話「青い火の女」（2006年、中部日本放送）
- 医龍-Team Medical Dragon-（2006年、フジテレビ）
- おかあさんね〜、お！（2012年8月、NHK）
- 水曜ミステリー9「鑑識特捜班・九条礼子2〜骨を知る女〜」（2012年10月、テレビ東京）
- 償い第2話（2012年11月、NHK）
- 連続ドラマW天の方舟第1話（2012年12月、WOWOW）
- あぽやん〜走る国際空港第8話（2013年3月、TBS）
- アナザーフェイス〜刑事総務課・大友鉄〜（2013年4月、テレビ朝日）
- 金曜プレステージ西村京太郎サスペンス十津川刑事の肖像7（2013年6月、フジテレビ）
- リーガルハイ 第2話（2013年10月、フジテレビ）
- ダンダリン 労働基準監督官第9話（2013年11月、日本テレビ）
- よろず占い処 陰陽屋へようこそ第9話（2013年12月、フジテレビ）
- 失恋ショコラティエ第6話（2014年2月、フジテレビ）
- 珈琲屋の人々第4話（2014年4月、NHK）
- 東京ガードセンター 第11・最終話（2014年6月19日・26日、Dlife）
- 月曜ゴールデン財務捜査官 雨宮瑠璃子8（2014年7月21日、TBS）
- ラスト・ドクター〜監察医アキタの検死報告〜 第3話（2014年7月25日、テレビ東京） - 松田 役
- HEROスピンオフドラマ「HORE」（2014年8月、フジテレビ）
- Nのために第4・6話（2014年11月、TBS）
- 月曜ゴールデン検事・霧島三郎（2014年12月15日、TBS） - 酒井 役
- まっしろ第2話（2015年1月、TBS）

### 映画
- 東京人間喜劇（2008年、監督：深田晃司）
- はやぶさ/HAYABUSA（2011年、監督：堤幸彦）
- すべては君に逢えたから（2013年、監督：本木克英）

### 舞台
- 流星夜（1994年）
- 華麗なる逃避行（1994年）
- あの大鴉さえも（1994年）
- ハルレヤ行（1995年）
- 12人の優しい日本人（1995年）
- TEN MINUTES（1995年）
- 荒野の5、6人（1995年）
- ドッグカタログ（1995年）
- フィクションRh-（1996年）
- チャフラフスカの犬（1996年）
- 蜃気楼なPANORAMA（1997年）
- 何をもらおう（1997年）
- 流星夜（1998年）
- A Doll's House（2002年）
- 平家物語2002（2002年）
- 月光用デバイス（2003年）
- LIFE&TECHNOLOGY（2003年）
- 捨子物語（2004年）
- ぼんらくさ（2004年）
- lies-ライズ-（2004年）
- あこがれ（2004年）
- 鉄扉の中の自由（2005年）
- Lost-ロスト-（2005年）
- あこがれ（2005年）
- ヘッダ・ガブラー（2005年）
- 脈拍のリズム（2005年）
- しるし（2006年）
- Myth Busan-Tokyo MIX（2006年）
- その行間まで、100Km（2007年）
- 長い夜の過ごし方（2007年）
- 隣にいても一人（2008年）
- 革命日記（2008年）
- 御前会議（2008年）
- 新宿八犬伝－第1巻犬の誕生－（2008年）
- この生は受け入れがたし（2008年）
- サンタクロース会議（2008年）
- 7歳の孫にジンを2杯飲ませた祖母（2009年）
- 鳥の飛ぶ高さ（2009年）
- 青木さん家の奥さん（2009年）
- サンタクロース会議（2009年）
- 鳥の飛ぶ高さ（2010年）
- 革命日記（2010年）
- 不思議なアリス（2010年）
- 鳥の飛ぶ高さ（2012年）

### CM
- 任天堂（2007年）
- 日本たばこ産業(JT)（2009年）
- ソフトバンクモバイル（2010年）
- 東洋水産（2013年）
- 積水ハウス株式会社（2014年）